# Lungiswa Gqunta
Lungiswa Gqunta, née en 1990 à Port Elizabeth, est une sculptrice et artiste visuelle sud-africaine.

## Biographie
Lungiswa Gqunta est diplômé d'une licence de l'Université métropolitaine Nelson-Mandela en 2012. En 2017, elle obtient une maîtrise en beaux-arts à la Michaelis School of Fine Arts du Cap.

## Carrière artistique
Lungiswa Gqunta utilise les domaines de la performance, de la gravure, de la sculpture et de l'installation. Son travail artistique porte sur les paysages coloniaux et les héritages spatiaux qui en résultent. Elle utilise des matériaux trouvés, notamment des bouteilles de bière vides, de l'essence, des draps de lit déchirés et des cadres de lit en bois usés, pour créer des installations qui expriment différentes formes de violence et d'inégalités systémiques en Afrique du Sud. La réinterprétation d'objets domestiques illustre la mobilisation et les actes de résistance,,.
L'artiste s'attache à créer des expériences multisensorielles pour mettre en évidence les déséquilibres sociaux découlant du colonialisme. 
Ses œuvres sont présentées dans plusieurs galeries et expositions internationales, notamment au Musée Zeitz d'art contemporain d'Afrique, à la Johannesburg Art Gallery, à la Kunsthalle Zürich, à la Biennale d'Istanbul, à la Whatiftheworld Gallery au Cap et à l'Université métropolitaine Nelson-Mandela ,,,.

## Engagements
Lungiswa Gqunta est l'une des membres fondatrices de iQhiya, un réseau de jeunes femmes artistes noires basé au Cap et à Johannesbourg, en Afrique du Sud. Le collectif dénonce le manque de visibilité et la sous-représentation des femmes artistes noires dans le milieu culturel en Afrique du Sud,.

## Expositions

### Expositions personnelles
- Qokobe, Whatiftheworld Gallery, Le Cap, 2016
- Poolside Conversations, Kelder Projects, Londres, 2017
- Stranger's Location, Michaelis Galleries, Le Cap, Afrique du Sud, 2017
- Qwitha, Whatiftheworld Gallery, Le Cap, Afrique du Sud, 2018
- Lungiswa Gqunta, Apalazzo Gallery, Brescia, Italie, 2019
- Tending to the harvest of dreams, Museum für Moderne Kunst, Francfort-sur-le-Main, 2021
- Sleep In Witness, Henry Moore Institute, Leeds, Royaume-Uni, 2022
- Sleep in Witness, Whatiftheworld Gallery, Le Cap, Afrique du Sud, 2023

### Expositions collectives
- Negative Space, Whatiftheworld Gallery, Le Cap, 2016
- iQhiya, The AVA Gallery, Le Cap, 2016
- New Monuments, Commune.1, Le Cap, 2016
- Everyday Anomaly, Whatiftheworld Gallery, Le Cap, 2017
- 15th Istanbul Biennial, Istanbul, Turquie, 2017
- iQhiya, Documenta 14, 2017
- All Things Being Equal…, Musée Zeitz d'art contemporain d'Afrique, Le Cap, 2017
- Unframed, Cape Town Art Fair, Le Cap, 2018
- iQhiya, Transmission Gallery, Glasgow International, 2018
- Not a Single Story, Nirox Sculpture Park, Cradle of Humankind, Afrique du Sud, 2018
- CLOSE: Proximity/Intimacy/Tension, Johannesburg Art Gallery, Johannesburg, Afrique du Sud, 2018
- Cut Away, Officine dell'Immagine, Milan, Italie, 2018
- The Planetary Garden, Cultivating Coexistence, Manifesta Biennial 12, Palerme, Italie, 2018
- Not a Single Story II, Wanas Konst Museum, Suède, 2019
- Heroines Now, AKINCI, Amsterdam, 2019
- Garden of Earthly Delights, Gropius Bau, Berlin, Allemagne, 2019
- Faculty of Seeing Thinking With, Through, and By Anton Wilhelm Amo, Kunstverein, Braunschweig, Allemagne, 2020
- Living Forgiving Remembering, Museum Arnheim, Pays-Bas, 2020
- Living Forgiving Remembering, Bienal 12, Porto Alegre, Brésil, 2020
- Overview Effect, Museum of Contemporary Art, Belgrade, Serbie, 2021
- Not Angels or Algorithms, Only Human Error, Whatiftheworld Gallery, Le Cap, Afrique du Sud, 2021
- Rijksakademie Open Studios, Académie royale des beaux-arts d'Amsterdam, Amsterdam, Pays-Bas, 2021
- On the Necessity of Gardening, Centraal Museum, Utrecht, Amsterdam, Pays-Bas, 2021
- Ubuntu a Lucid Dream, Palais de Tokyo, Paris, France, 2021
- Art Rotterdam 21, AKINCI, Amsterdam, Pays-Bas, 2021
- 40 under 40, Twee Jonge Gezellen Wine Estate, Krone x Whatiftheworld Gallery, Tulbagh, Afrique du Sud, 2021
- "...”, TROPEZ at Sommerbad Humboldthain, Berlin, Allemagne, 2022
- Terra Incognita, AKINCI, Amsterdam, Pays Bas, 2022
- uMoya: The Sacred Return of Lost Things, Liverpool Biennial, Liverpool, Angleterre, 2023
- Aan de horizon | Een zomerse reis door de kunsten, Centraal Museum, Utrecht, Pays Bas, 2023
- ANGST / FEAR – Crisis Indicator or Survival Instinct?, Künstlerverein Walkmühle, Wiesbaden, Allemagne, 2023
- The Butterfly Affect, Fondazione Sandretto Re Rebaudengo, Torino, Italie, 2023
- Soil Conversations, Galerie im Körnerpark, Berlin, Allemagne, 2023